# Aleksi Andrea
Aleksi Andrea, även kallad Durrsaku, född 1425 i Durrës i Albanien, död 1505 i Split i Kroatien, var en albansk arkitekt, målare och skulptör och en av den dalmatiska renässansens största konstnärer.
I alla sina verks inskriptioner markerade Aleksi Andrea sitt ursprung från Dürres. Fortfarande ung, gick han i exil i staden Split i Dalmatien, där han studerade under handledning av skulptören Mark Troja. Han är skaparen till köpmännens statyer i Ancona i Italien och till väggmålningarna från 1454  i kyrkan på ön Arabe i Dalmatien. Hans mest kända verk är dop i Trogir.